# Dimitrios Domazos
Dimitrios Domazos (bekannt als Mimis Domazos griechisch Μίμης Δομάζος, * 22. Januar 1942 in Ampelokipi, Athen; † 24. Januar 2025 in Athen) war ein griechischer Fußballspieler und gilt als einer der besten griechischen Fußballspieler. Zu aktiven Zeiten wurde Domazos dank seines Auftretens auf dem Spielfeld und seiner Spielübersicht „General“ genannt. Seine Position war Spielmacher im zentralen offensiven Mittelfeld. Domazos spielte mit der Rückennummer 10.

## Sportliche Laufbahn
Im Sommer 1959 wechselte Domazos im Alter von 17 Jahren vom Amateurteam Amyna Ampelokipon zum Top-Verein Panathinaikos Athen. Für den Transfer zahlte Panathinaikos die damalige Summe von 9.000 Drachmen und stach so seinen Erzrivalen Olympiakos Piräus aus, der ebenfalls an einer Verpflichtung Damozos' interessiert war.
Domazos spielte nahezu zwei Jahrzehnte bei Panathinaikos und errang mit seinem Verein zehn Meistertitel sowie drei griechische Pokalsiege. Während seiner Zeit bei den „Grünen“ wurde er zum unangefochtenen Kapitän seiner Mannschaft und führte diese zu ihren bis heute größten internationalen Erfolgen. 1971 stand man in London im Finale des Europapokals der Landesmeister (0:2 gegen Ajax Amsterdam) und spielte nur wenige Monate später gegen Montevideo um den Weltpokal.
Zwischen 1959 und 1980 spielte Domazos, ab 1970 auch als Kapitän, in der griechischen Nationalmannschaft. Er debütierte bereits mit 17 Jahren und 10 Monaten in der A-Elf – und dies schon kurz nach dem Wechsel zu Panathinaikos in den überregionalen Männerfußball. Insgesamt kam auf 50 Länderspiele, in denen er vier Tore erzielte.

## Titel
- Griechische Meisterschaften: 1960, 1961, 1962, 1964, 1965, 1969, 1970, 1972, 1977, 1979
- Griechischer Pokalsieger: 1967, 1969, 1977
- Supercup: 1970
- Balkanpokal: 1978

## Statistik
- Domazos bestritt sein erstes A-Länderspiel am 2. Dezember 1959 gegen Dänemark im Apostolos Nikolaidis Stadion (1:3).
- Sein letztes Spiel in dieser Auswahl absolvierte er im selben Stadion am 11. November 1980 gegen Australien (3:3).
- Domazos bestritt 536 Spiele in der griechischen Liga was gleichzeitig den Ligarekord bedeutet (502 für Panathinaikos Athen, 34 für AEK Athen).
- Er erzielte 139 Tore in der griechischen Liga (134 für Panathinaikos Athen, 5 für AEK Athen).